# Tarwewijk

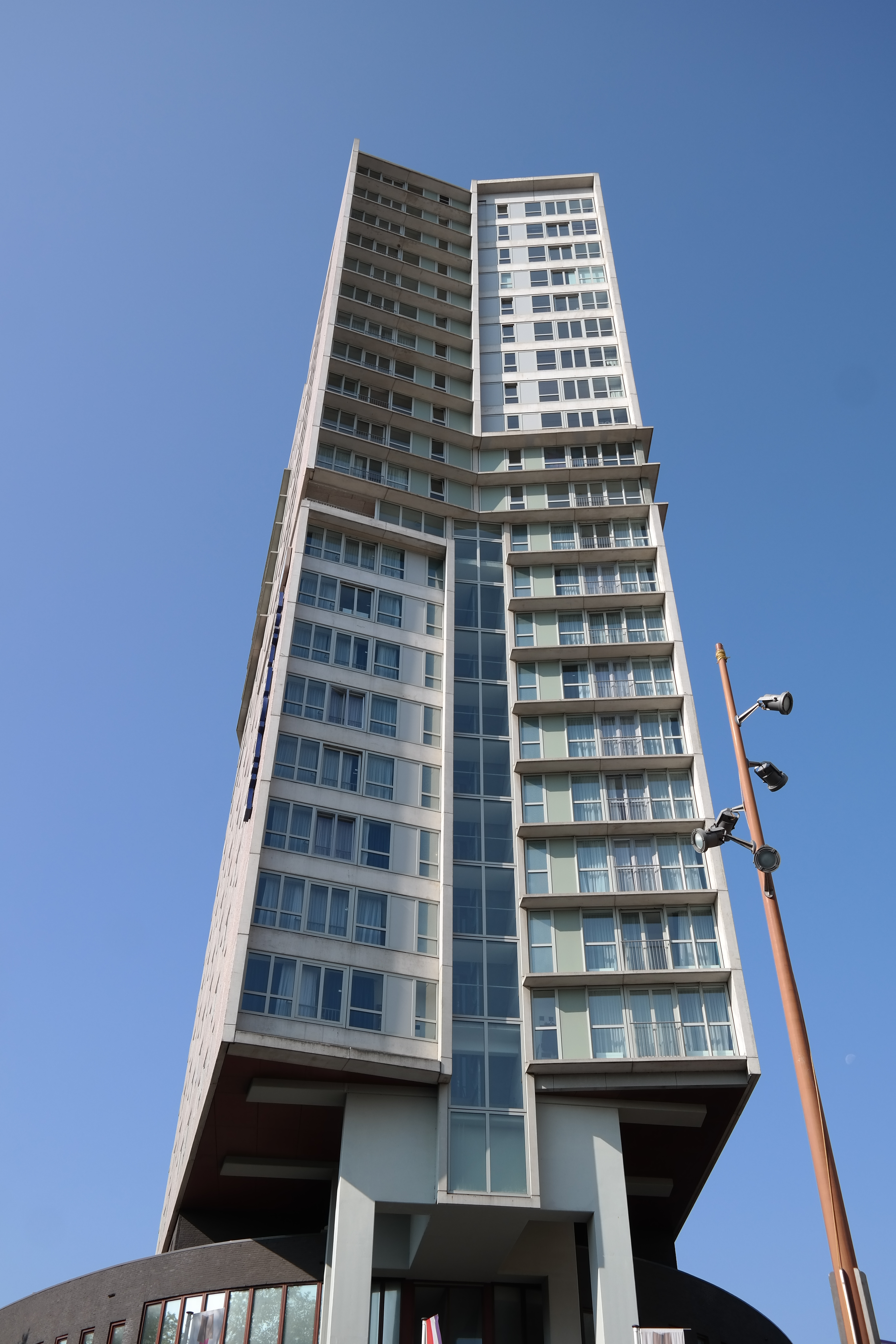
Woonhotel Queen of the South aan de Mijnsherenlaan

De Tarwewijk ligt in het noordoosten van het Rotterdamse stadsdeel Charlois.
In de wijk staan voornamelijk woonhuizen in de vorm van portiekwoningen en kleine eengezinswoningen. Er zijn enkele winkels en verschillende scholen. De Tarwewijk is tussen 1900 en 1930 gebouwd ter huisvesting van de arbeiders in de snel groeiende haven. 
Aan de noordzijde (bij de Brielselaan) wordt de wijk begrensd door de Maashaven. Hier bevinden zich enkele (vroegere) graanbedrijven en opslagplaatsen, zoals de Meneba, de Quaker en de Maassilo. Tegenover de Maassilo en het metrostation staat het complex Queen of the South.
Aan de oostzijde grenst de Tarwewijk aan de deelgemeente Feijenoord op de Dordtselaan. Deze straat is een van de belangrijkste straten van de Millinxbuurt. Verder wordt de Tarwewijk begrensd door de Pleinweg, die van Zuidplein naar het Maastunnelplein loopt.
Enkele grote straten: Brielselaan, Pleinweg, Dordtselaan, Mijnsherenlaan, Wolphaertsbocht, Katendrechtse Lagedijk en de Bas Jungeriusstraat.

## Demografie
| Achtergrond inwoners Tarwewijk (2020)     | Aantal | %     |
| ----------------------------------------- | ------ | ----- |
| Autochtonen                               | 2.605  | 20,67 |
| Surinamers                                | 1.500  | 11,90 |
| Turken                                    | 1.425  | 11,31 |
| Antillianen                               | 1.100  | 8,73  |
| Marokkanen                                | 1.025  | 8,13  |
| Overige Niet-Westerse migratieachtergrond | 2.065  | 16,39 |
| Westerse migratieachtergrond              | 2.880  | 22,86 |
|                                           |        |       |
| Totaal Niet-Westerse migratieachtergrond  | 7.115  | 56,47 |
| Totaal migratieachtergrond                | 9.995  | 79,33 |
| Totaal inwoners                           | 12.600 | 100   |

## Probleemwijk
De wijk is in verband met de hoge criminaliteitscijfers zodra de wet dat mogelijk maakte in 2002 aangewezen als veiligheidsrisicogebied. Preventief fouilleren is daardoor op straat toegestaan. In een verder streven de situatie te verbeteren wordt vanaf ca. 2006 een huisvestingsvergunning en controle door de dienst stadstoezicht geëist voor men een woning in de wijk kan betrekken. Deze regelingen zijn anno 2020 nog van kracht.

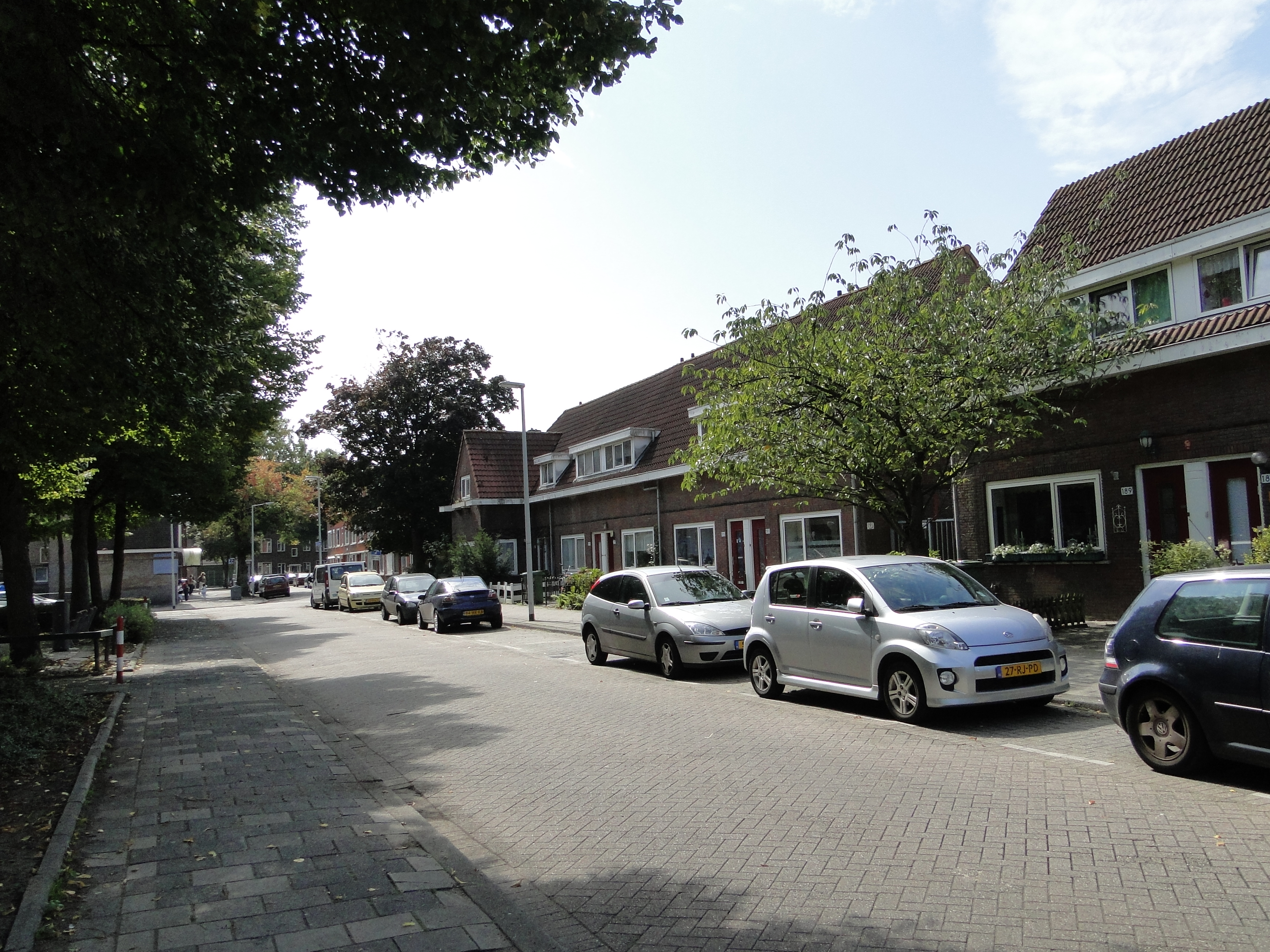
Zwartewaalstraat in de Tarwewijk

In de Tarwewijk werd het televisieprogramma Een betere buurt opgenomen, waarin een groep studenten de wijk zichtbaar en merkbaar moet verbeteren. Het programma werd in 2006 uitgezonden. Medio 2009 is er in de Dordtselaan een nieuw project gestart, het Studentenkwartier Dordtselaan. De officiële opening was 27 november 2009. Medio 2012 is dit project wegens gebrek aan resultaat stop gezet. Inmiddels zijn door de gemeente nieuwbouwprojecten gestart, waaronder in de Mijnkintbuurt, waarbij in 2020 168 verouderde woningen worden gesloopt. Hiervoor komen 72 grotere en duurdere huurwoningen terug. Doel ervan is de wijk aantrekkelijker te maken voor gezinnen die boven het bestaansminimum leven.
Carnisserbuurt · 
Heijplaat · 
Oud-Charlois · 
Pendrecht · 
Tarwewijk · 
Wielewaal · 
Zuidwijk
Rotterdam Centrum ·
Rotterdam-Noord ·
Rotterdam-Oost ·
Rotterdam-West ·
Rotterdam-Zuid ·
110-Morgen ·
Afrikaanderwijk ·
Agniesebuurt ·
Bergpolder ·
Beverwaard ·
Blijdorp ·
Blijdorpse polder ·
Bloemhof ·
Boomgaardshoek ·
Bospolder-Tussendijken ·
CS-kwartier ·
Carnisserbuurt ·
Cool ·
Crooswijk ·
De Esch ·
De Veranda ·
Delfshaven ·
Delfshaven-Schiemond ·
Dijkzigt ·
Feijenoord ·
Gadering ·
Groenenhagen-Tuinenhoven ·
Groot-IJsselmonde ·
Heijplaat ·
Het Lage Land ·
Hillegersberg ·
Hillesluis ·
Homerusbuurt ·
Hordijkerveld ·
Kandelaar ·
Karl Marxbuurt ·
Katendrecht ·
Kiefhoek ·
Kleinpolder ·
Kleiwegkwartier ·
Kop van Zuid ·
Kralingen ·
Kralingse Veer ·
Kreekhuizen ·
Landzicht ·
Liskwartier ·
Lloydkwartier ·
Lombardijen ·
Meeuwenplaat ·
Middelland ·
Middengebied ·
Millinxbuurt ·
Molenlaankwartier ·
Molièrebuurt ·
Nesselande ·
Nieuw Engeland ·
Nieuw-Mathenesse ·
Nieuwe Westen ·
Nooddorp ·
Noordereiland ·
Ommoord ·
Oosterflank ·
Oud-Charlois ·
Oud-IJsselmonde ·
Oud-Mathenesse ·
Oude Noorden ·
Oude Westen ·
Oudeland ·
Overschie ·
Pendrecht ·
Prinsenland ·
Provenierswijk ·
Reyeroord ·
Rubroek ·
Sagenbuurt ·
Scheepvaartkwartier ·
Schiebroek ·
Schiemond ·
's-Gravenland ·
Smeetsland ·
Spaanse Polder ·
Spangen ·
Sportdorp ·
Stadsdriehoek ·
Struisenburg ·
Tarwewijk ·
Terbregge ·
Tussenwater ·
Varenbuurt ·
Vondelingenplaat ·
Vreewijk ·
Waalhaven ·
Westpunt ·
Wielewaal ·
Witte Dorp ·
Zalmplaat ·
Zenobuurt ·
Zestienhoven ·
Zevenkamp ·
Zomerland ·
Zuidwijk